# 達倫·畢提
達倫·傑佛瑞·畢提（英語：Darren Jeffrey Beattie）是美國學者、作家、媒體人和政治人物，新聞網站《左輪手槍新聞》（Revolver News）的創辦人。目前在第二次川普政府中擔任負責公共外交和公共事務的代理國務次卿。

## 生平

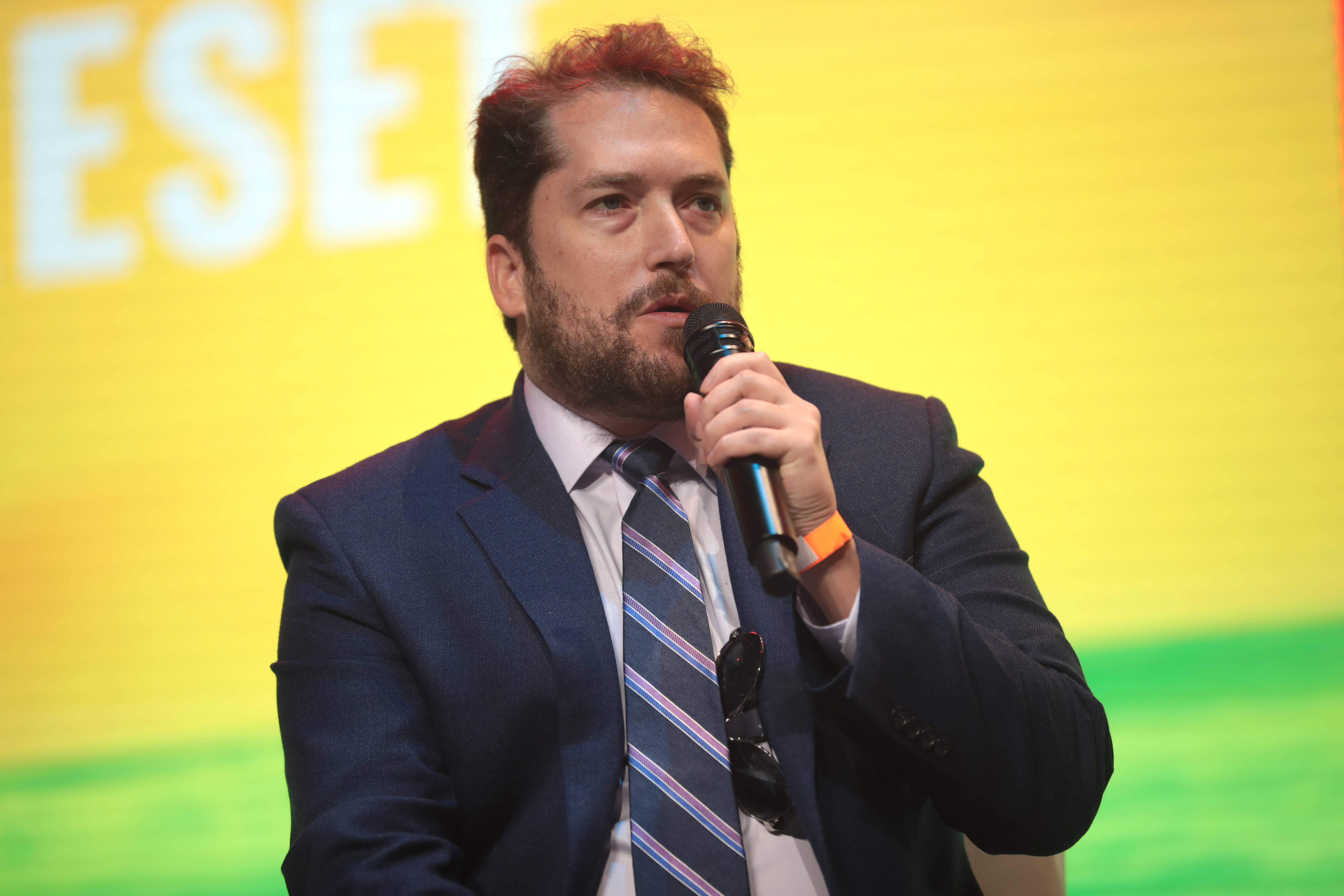
2020年出席美國轉捩點在佛州舉辦的活動。

畢提擁有芝加哥大學學士學位以及杜克大學的政治理論博士學位。他曾擔任杜克大學的客座教師。
2016年，他是一百多位簽名支持唐納·川普競選總統的學者和作家之一。2016年11月，他在選舉日前成功地預測川普將會勝選。
在川普政府的第一任期內，畢提曾在白宮擔任政策助理和演講稿撰寫人。由於畢提早前曾在2016年參加過H·L·孟肯俱樂部（H.L. Mencken Club）的一場年度會議，而一些白人民族主義者也參加了該場會議，因此引起了爭議。畢提對此回應說，他在該場會議上發表了學術性的演講，且沒提出任何令人反感的言論。2018年8月，白宮發言人霍根·吉德里表示畢提已不在白宮工作。
2019年4月，共和黨籍聯邦眾議員馬特·蓋茲聘請畢提擔任其撰寫講稿的特別顧問。
2020年9月，畢提在福斯新聞台塔克·卡森的節目上稱川普的對手正在運用顏色革命的策略來推翻川普。
2020年11月，畢提被任命為美國保護海外遺產委員會成員。由於畢提之前的爭議事件，這項任命遭到反誹謗聯盟等團體的反對。2022年1月，拜登政府迫使畢提辭去該職務。
畢提經營的《左輪手槍新聞》暗示聯邦調查局特工是引發2021年美國國會騷亂的幕後黑手，由此川普在2022年1月9日發表聲明讚許了畢提和《左輪手槍新聞》。
2025年2月，畢提被任命為負責公共外交和公共事務的代理國務次卿。

## 外部連結
- 達倫·畢提的X（前Twitter） （英文）
- 達倫·畢提在互联网电影资料库（IMDb）上的資料（英文）